# Церква Різдва Пресвятої Богородиці (Хирів)
Церква Різдва Пресвятої Богородиці — церква у місті Хирів. Використовується спільно громадою УГКЦ і ПЦУ. Пам'ятка архітектури місцевого значення.

## Історія
У 1507 році в місті Хирів вже існувала парафіяльна церква, яка отримала ерекційну грамоту від Анджея зі Щекажевичів — львівського хорунжого — у 1514 році. Попередня дерев’яна церква Святого Миколая, збудована на початку XVIII ст., була розібрана у 1846 році. На її місці цього ж року зведена теперішня мурована церква Різдва Пресвятої Богородиці, двосхилий дах якої над західним причілком вінчає одноярусна восьмигранна у верхній частині вежа, вкрита банею з ліхтарем і маківкою. В 1847 році її освятив єпископ Снігурський, з нагоди ції події, за розпорядженням єпископа, Антін Добрянський виголосив проповідь українською мовою, що сталось вперше в Галичині з початку ХVIII ст., коли проповіді стали виголошувати польською. У 1882 році пожежа, що знищила місто, сильно пошкодила церкву, яку відновили у 1884 році. У 1922 році церкву відреставрували.

## Візит патріарха Філарета
21 вересня 2011 року в день храмового свята церкву Різдва Персвятої Богородиці відвідав Святійший Патріарх Київський і всієї Руси-України Філарет, який очолив відправу святкової Божественної Літургії і освятив храм після нещодавно завершених реставраційних робіт. Патріарх Філарет урочисто нагородив митрою настоятеля парафії прот. Миколая Сваволю. Звершивши Літургію, Патріарх звернувся до вірян з проповіддю, у якій розкрив духовний зміст цього святкового дня, наголосив на важливості утворення в Україні єдиної помісної української православної церкви.